# Adrian Blake
Adrian Blake (Islington, 15 luglio 2005) è un calciatore inglese, attaccante dell'Utrecht.

## Caratteristiche tecniche
È un'ala sinistra.

## Carriera

### Club
Blake è entrato a far parte del settore giovanile del Watford nel 2013. L'11 maggio 2022 ha ricevuto la prima convocazione in prima squadra in vista dell'incontro di Premier League contro l'Everton ed il 23 agosto successivo ha esordito nell'incontro di EFL Cup perso 2-0 contro il 
MK Dons.
Rimasto svincolato al termine della stagione dopo aver rifiutato il contratto propostogli dal club inglese, il 12 giugno 2023 ha firmato un quadriennale con l'Utrecht. Dopo una prima parte di stagione passata con la seconda squadra in Eerste Divisie, ha esordito con la prima il 14 gennaio 2024 contro il Vitesse ed il 3 aprile ha segnato il suo primo gol nel successo per 5-1 sul PEC Zwolle.

### Nazionale
Ha giocato nelle nazionali giovanili inglesi Under-18 ed Under-19.

## Statistiche

### Presenze e reti nei club
Statistiche aggiornate al 2 ottobre 2024.
| Stagione            | Squadra             | Campionato          | Campionato | Campionato | Coppe nazionali | Coppe nazionali | Coppe nazionali | Coppe continentali | Coppe continentali | Coppe continentali | Altre coppe | Altre coppe | Altre coppe | Totale | Totale | Totale |
| Stagione            | Squadra             | Comp                | Pres       | Reti       | Comp            | Pres            | Reti            | Comp               | Pres               | Reti               | Comp        | Pres        | Reti        | Pres   | Reti   |        |
| ------------------- | ------------------- | ------------------- | ---------- | ---------- | --------------- | --------------- | --------------- | ------------------ | ------------------ | ------------------ | ----------- | ----------- | ----------- | ------ | ------ | ------ |
| 2022-2023           | Watford             | FLC                 | 1          | 0          | FACup+CdL       | 1+1             | 0+0             | -                  | -                  | -                  | -           | -           | -           | 3      | 0      |        |
| 2023-2024           | Jong Utrecht        | 1D                  | 32         | 3          | -               | -               | -               | -                  | -                  | -                  | -           | -           | -           | 32     | 3      |        |
| 2024-2025           | Jong Utrecht        | 1D                  | 5          | 1          | -               | -               | -               | -                  | -                  | -                  | -           | -           | -           | 5      | 1      |        |
| Totale Jong Utrecht | Totale Jong Utrecht | Totale Jong Utrecht | 37         | 4          |                 | -               | -               |                    | -                  | -                  |             | -           | -           | 37     | 4      |        |
| 2023-2024           | Utrecht             | ED                  | 5          | 1          | CO              | 0               | 0               | -                  | -                  | -                  | -           | -           | -           | 5      | 1      |        |
| 2024-2025           | Utrecht             | ED                  | 1          | 0          | CO              | 0               | 0               | -                  | -                  | -                  | -           | -           | -           | 1      | 0      |        |
| Totale Utrecht      | Totale Utrecht      | Totale Utrecht      | 6          | 1          |                 | 0               | 0               |                    | -                  | -                  |             | -           | -           | 6      | 1      |        |
| Totale carriera     | Totale carriera     | Totale carriera     | 44         | 5          |                 | 2               | 0               |                    | -                  | -                  |             | -           | -           | 46     | 5      |        |